# 송민종
송민종(1991년 11월 16일 ~ )은 대한민국의 종합격투기 선수로 대한민국의 종합격투기 단체 로드 FC의 현 플라이급 챔피언이다.